# Olivier Pairoux
 (janvier 2021).
Si vous disposez d'ouvrages ou d'articles de référence ou si vous connaissez des sites web de qualité traitant du thème abordé ici, merci de compléter l'article en donnant les références utiles à sa vérifiabilité et en les liant à la section « Notes et références ».
Olivier Pairoux est le directeur artistique de Plug RTL (anciennement PLUG TV) et des émissions de divertissements produites en interne chez RTL-TVI et CLUB RTL. Il travaille aussi en tant que réalisateur indépendant pour la publicité, les vidéoclips et aujourd’hui écrit et réalise pour le cinéma.
Il est né en 1977. Il a effectué toutes ses études primaires à l'école communale de Xhendelesse (Herve). Après des études primaires et secondaires du côté de Liège, il entre à l’IAD, en section réalisation. Il travaille à la RTBF ensuite à RTL comme réalisateur. Eusebio Larrea, producteur délégué, lui propose de créer la troisième de RTL Belgique, appelée Plug tv. Ensemble, ils créent la marque Plug tv puis Plug rtl.
Parallèlement à son travail de réalisateur, Olivier Pairoux devient animateur, enchaînant les émissions (C’est pas Hollywood, Plug Vibration, Plug On Air, Blog Buster, Un Suppo et Oli, Tribus, Sampler,…).
A côté de son travail lié à la télévision, Olivier Pairoux réalise des clips vidéo ou des publicités pour Belga Films, Bel RTL, le Spiroudôme …
Il écrit aussi beaucoup et se lance dans la fiction. Il vient de réaliser Puzzle, son premier court métrage, avec à l’affiche le chanteur et comédien Philippe Katerine (www.puzzlemovie.be). Toujours en collaboration avec Eusebio Larrea, son collaborateur artistique. Ils ont co-écrit leur premier long métrage « The Highest Step In the World », qui a reçu l’aide à l’écriture, au développement et à la production de la Fédération Wallonie-Bruxelles, en coproduction avec RTL TVI et le soutien de MEDIA Europe Creative. Ce projet, une production d’Annabella Nezri (Kwassa Films), se tournera cet été. 
Passionné par l’écriture et le scriptdoctoring, Olivier a également créé un séminaire de deux jours sur la dramaturgie et les théories de la narration.

## Émissions présentées sur Plug TV
- C'est pas Hollywood
- Plug Vibration
- Plug On Air
- Blog Buster
- Un Suppo et Oli
- Plug Tribus
- Sampler